# هيبي كامارغو

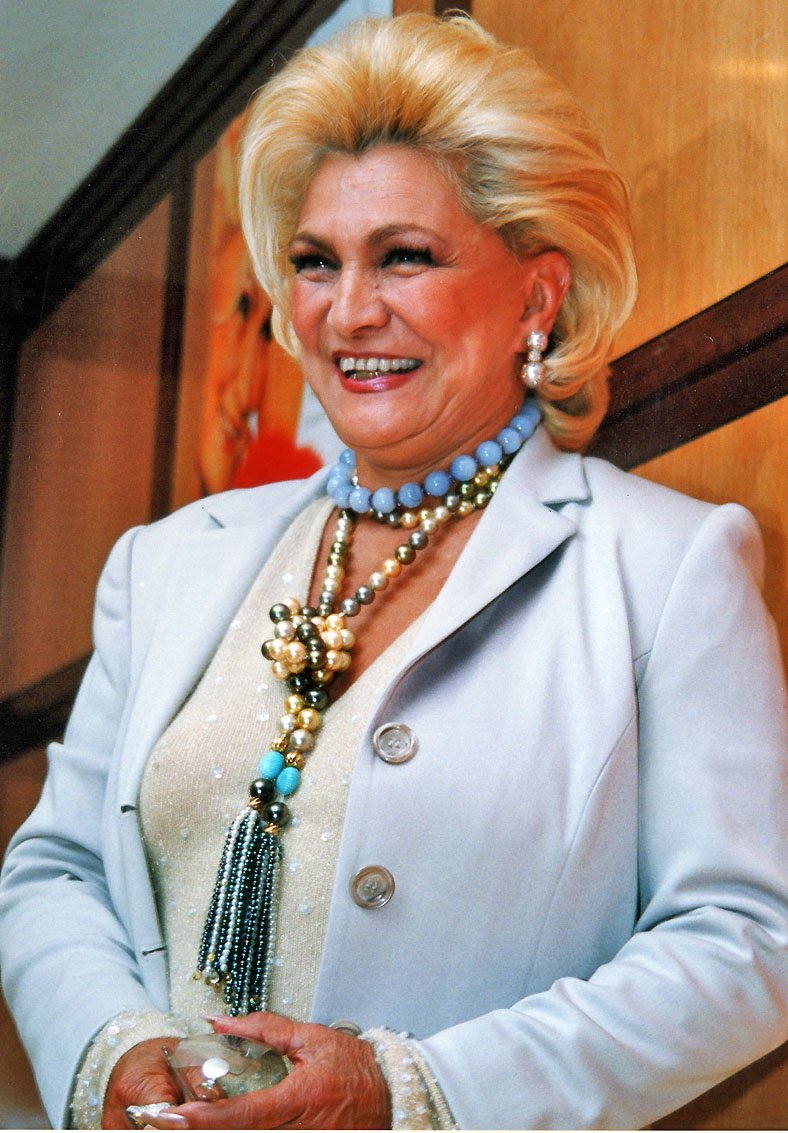
روث كاردوسو

هيبي كامارغو (بالبرتغالية: Hebe Camargo)؛ 8 مارس 1929 - 29 سبتمبر 2012)، ممثلة ومذيعة ومغنية برازيلية.

## وصلات خارجية
- هيبي كامارغو على موقع IMDb (الإنجليزية)
- هيبي كامارغو على موقع روتن توميتوز (الإنجليزية)
- هيبي كامارغو على موقع ميوزك برينز (الإنجليزية)
- هيبي كامارغو على موقع ديسكوغز (الإنجليزية)
- هيبي كامارغو على موقع قاعدة بيانات الفيلم (الإنجليزية)